# Arcs del carrer del Roser
Els Arcs del carrer del Roser és una obra del Pla de Santa Maria (Alt Camp) inclosa a l'Inventari del Patrimoni Arquitectònic de Catalunya.

## Descripció
Conjunt de dos arcs de pedra, apuntats, que reposen directament sobre els murs. Formen un porxo que sosté un edifici de pisos molt modificat. En la façana més propera al carrer Major, els carreus estan resseguits per línies de pintura blanca, així com les dovelles de l'arc. A l'altra banda, el carrer queda tancat per uns edificis més moderns.

## Història
Els arcs corresponen, probablement, a una de les portes més antigues d'accés al clos murallat de la vila. L'antiguitat del conjunt ha quedat parcialment amagada per les transformacions experimentades a l'entorn immediat.